# Brzanka rekinia
Brzanka rekinia (Balantiocheilos melanopterus) – gatunek słodkowodnej ryby z rodziny karpiowatych (Cyprinidae). Hodowana w akwariach. Pochodzi z Azji Południowo-Wschodniej.

## Występowanie
Sumatra, Borneo, Półwysep Malajski. Występuje w środkowych warstwach wód w średnich i dużych rzekach oraz w jeziorach. W niektórych regionach naturalnego zasięgu występowania staje się gatunkiem rzadkim, a nawet wymarłym.

## Morfologia
Ubarwienie srebrne z czarnym obramowaniem płetw, z wyjątkiem płetw piersiowych. Dorasta do około 35 cm (w akwariach przeważnie do 25 cm).

## Zachowanie
Żyje w stadach, jest żywa, bardzo ruchliwa, ale też dość płochliwa. Żywi się fitoplanktonem, drobnymi skorupiakami i larwami owadów.
Jest rybą dość żarłoczną, dlatego należy ją obficie karmić pokarmami zarówno suchymi, mrożonymi i żywymi, jak np. dżdżownice. Wymaga dużego, przykrytego akwarium, gdyż jest bardzo ruchliwa i lubi wyskakiwać ponad powierzchnię wody. Należy hodować ją w niewielkich stadach, złożonych z kilku osobników, gdyż samotne, wyrośnięte brzanki rekinie są często bardziej kłótliwe. O jej rozmnażaniu niewiele wiadomo, choć już tego dokonywano na Wschodzie.